# Hermenegildo García
Hermenegildo García Marturell, född den 11 september 1968, är en kubansk fäktare som tog OS-silver i herrarnas lagtävling i florett i samband med de olympiska fäktningstävlingarna 1992 i Barcelona.